# D12
D12 står för Dirty Dozen och är en Detroitbaserad hiphop-grupp, ledsagat av världskände rapparen Eminem. Bandet grundades 1990. D12:s första album hette Devil's Night (Interscope/Shady Records), och utkom 2001 i farvattnet efter utgivningen av Eminems andra album och internationella försäljningssuccé The Marshall Mathers LP. Det andra albumet D12 World innehåller singelsläppta My Band, 40oz, och How Come. Den ursprunglige medlemmen Bugz (född Karnail Pits) bragdes om livet strax innan genombrottet med Devil's Night och hans bortgång besjungs i låten Good Die Young på D-12 World.
Tidigt på morgonen den 11 april 2006 blev framstående gruppmedlemmen Proof skjuten och dödad utanför nattklubben CCC Club i Detroit. Proof sägs ha avlossat det första skottet varpå han blev träffad av tre skott, varav ett träffade i huvudet och dödade honom omedelbart.
Trots namnet Dirty Dozen består gruppen inte av ett dussin, utan endast av sex medlemmar (numera 4, Proof och Bugz borträknade). Dussinet (12) kommer från historien att alla sex medlemmar anser sig ha ett alter ego (dessa i medlemslistan).
När Eminem den 31 augusti 2018 släppte singeln "Stepping Stone" från hans tionde album Kamikaze meddelade han även att bandet officiellt är upplöst.

## Medlemmar
Före detta medlemmar
- Eminem (Marshall Mathers) också känd som Slim Shady (1996 - 2018)
- Swifty McVay (Ondre Moore) (1999 - 2018)
- Kuniva (Von Carlisle) också känd som Rondell Beene (1996 - 2018)
- Bizarre (Rufus Johnson) också känd som Peter S. Bizarre (1996 - 2012, 2014 - 2018)
- Kon Artis (Denaun Porter) också känd som Mr. Porter (1996 - 2012, 2014 - 2018)
- Fuzz Scoota (1996 - 1999, 2011 - 2012)

- Bugz (Karnail Pits) också känd som Robert Beck (1996 - 1999; död 1999)
- Proof (DeShaun Holton) också känd som Dirty Harry (1996 - 2006; död 11 april 2006)

## Diskografi
Album
- Devil's Night (2001)
- D12 World (2004)

Mixtapes
- The Return of the Dozen (2008)
- The Return of the Dozen 2 (2011)

EP
- The Underground EP

Singlar
- 2000: "Shit On You"
- 2001: "Purple Pills"
- 2001: "Blow My Buzz"
- 2001: "Fight Music"
- 2004: "My Band"
- 2004: "40 Oz"
- 2004: "How Come"
- 2004: "U R the One"